# Ligue de diamant 2010 - 110 m haies
Navigation
2011
Le 110 mètres haies masculin de la Ligue de Diamant 2010 s'est déroulé du 23 mai au 19 août 2010. La compétition fait successivement étape à Shanghai, Rome, Eugene, Paris, Monaco et Londres, la finale se déroulant à Zurich. L'épreuve est remportée par l'Américain David Oliver qui signe six victoires en sept meetings.

## Calendrier
| Date            | Meeting                    | Ville    | Pays        |
| --------------- | -------------------------- | -------- | ----------- |
| 23 mai 2010     | Shanghai Golden Grand Prix | Shanghai | Chine       |
| 10 juin 2010    | Golden Gala                | Rome     | Italie      |
| 3 juillet 2010  | Prefontaine Classic        | Eugene   | États-Unis  |
| 16 juillet 2010 | Meeting Areva              | Paris    | France      |
| 22 juillet 2010 | Meeting Herculis           | Monaco   | Monaco      |
| 14 août 2010    | Aviva London Grand Prix    | Londres  | Royaume-Uni |
| 19 août 2010    | Weltklasse Zürich          | Zurich   | Suisse      |

## Faits marquants
Auteur des trois meilleurs chronomètres de la saison, David Oliver remporte à Shanghai le premier meeting de la saison en établissant la meilleure performance mondiale de l'année en 12 s 99 (-0,4 m/s), devançant notamment les Chinois Shi Dongpeng et Liu Xiang. L'Américain, qui est le premier athlète à descendre sous les 13 secondes au 110 m haies depuis l'année 2008, échoue à quatre centièmes de son record personnel. Le détenteur du record du monde cubain Dayron Robles fait son entrée dans la compétition le 10 juin lors du meeting Golden Gala de Rome. Il s'impose en 13 s 14 en disposant d'une large avance sur le Jamaïcain Dwight Thomas et le Barbadien Ryan Brathwaite. Absent à Rome, David Oliver fait son retour dans la compétition à l'occasion de la Prefontaine Classic de Eugene, une semaine après avoir établi le meilleur temps l'année lors des championnats nationaux (12 s 93). L'Américain remporte aisément la course en 12 s 90 (+1,6 m/s), améliorant de trois centièmes de secondes sa propre meilleure performance mondiale de l'année et devenant le troisième performeur de tous les temps sur la distance. Il devance ses compatriotes Ryan Wilson et Ronnie Ash. Invaincu en 2010, 

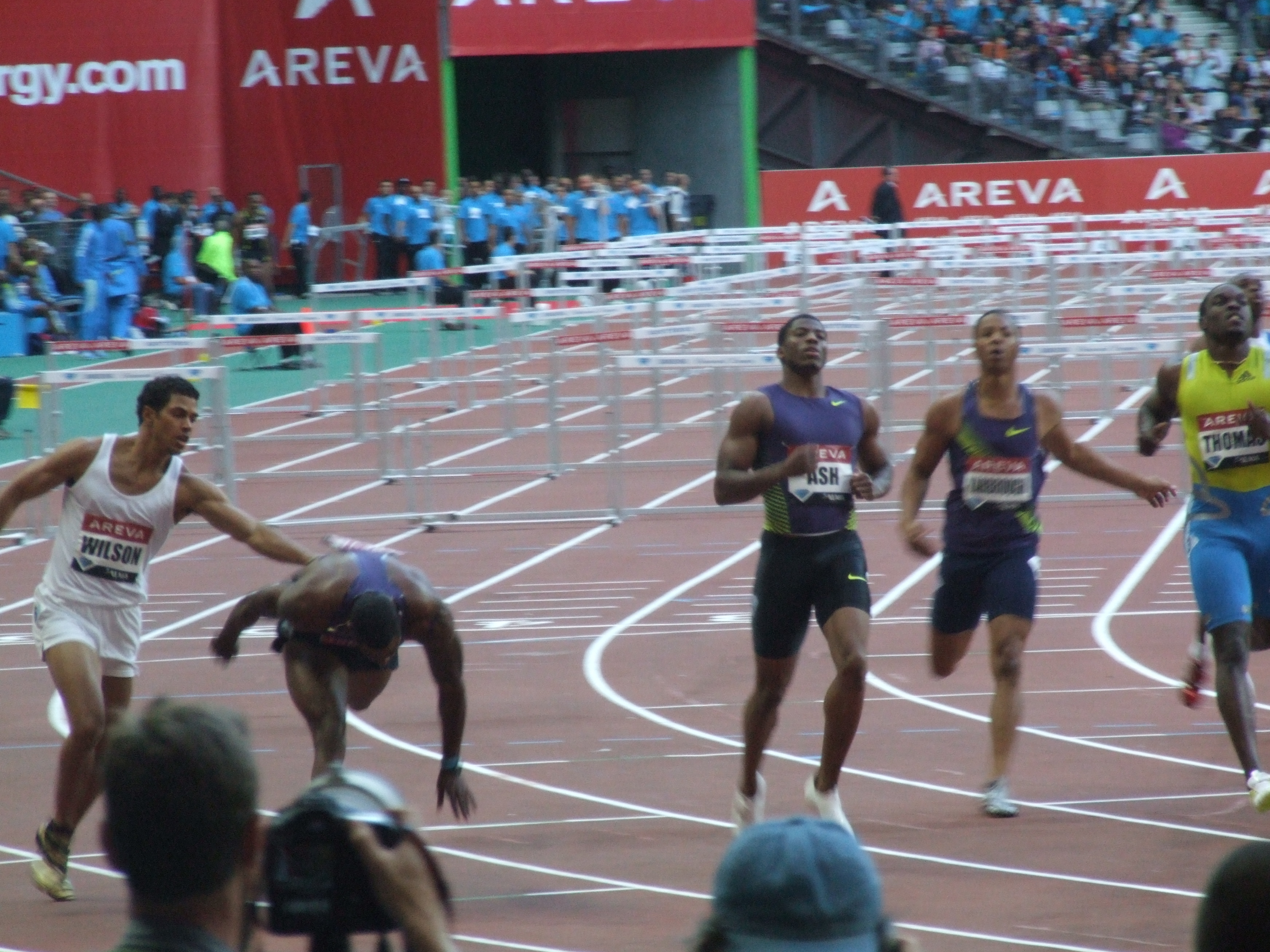
Victoire de David Oliver lors du Meeting Areva de Paris-Saint-Denis.

David Oliver poursuit sa série victorieuse en Ligue de diamant en s'imposant le 16 juillet à Paris, lors du meeting Areva, en 12 s 89, nouvelle meilleure marque personnelle et nouveau record des États-Unis. Visant désormais le record du monde du Cubain Dayron Robles (12 s 87 en 2008), l'Américain remporte le meeting de Monaco en 13 s 01 après avoir fait la différence dans la deuxième partie de la course. Oliver assure sa victoire finale dans la compétition le 14 août lors meeting Aviva Grand Prix de Londres en s'imposant dans le temps de 13 s 06 malgré un vent défavorable de 0,4 m/s, reléguant ses principaux adversaires à près de trente centièmes de seconde. Dominant le 110 m haies durant toute la saison, il s'assure la victoire finale en Ligue de diamant 2010 avant même le dernier meeting. Le 19 août au Weltklasse Zurich, David Oliver remporte un nouveau succès en 12 s 93 (-0,3 m/s).

## Résultats
| Date | Meeting  | 1er                           | 1er   | 2e                         | 2e    | 3e                           | 3e    |
| --- | -------- | ----------------------------- | ----- | -------------------------- | ----- | ---------------------------- | ----- |
| 23 mai 2010 | Shanghai | David Oliver 12 s 99 (WL)     | 4 pts | Shi Dongpeng 13 s 39       | 2 pts | Liu Xiang 13 s 40            | 1 pt  |
| 10 juin 2010 | Rome     | Dayron Robles 13 s 14         | 4 pts | Dwight Thomas 13 s 31 (SB) | 2 pts | Ryan Brathwaite 13 s 34 (SB) | 1 pt  |
| 3 juillet 2010 | Eugene   | David Oliver 12 s 90 (WL, NR) | 4 pts | Ryan Wilson 13 s 16 (SB)   | 2 pts | Ronnie Ash 13 s 19 (PB)      | 1 pt  |
| 16 juillet 2010 | Paris    | David Oliver 12 s 89 (WL, NR) | 4 pts | Ryan Wilson 13 s 12 (SB)   | 2 pts | Ronnie Ash 13 s 21           | 1 pt  |
| 22 juillet 2010 | Monaco   | David Oliver 13 s 01          | 4 pts | Ryan Wilson 13 s 13        | 2 pts | Dwight Thomas 13 s 29 (SB)   | 1 pt  |
| 14 août 2010 | Londres  | David Oliver 13 s 06          | 4 pts | Dwight Thomas 13 s 32      | 2 pts | Garfield Darien 13 s 34 (PB) | 1 pt  |
| 19 août 2010 | Zürich   | David Oliver 12 s 93          | 8 pts | Dwight Thomas 13 s 25 (SB) | 4 pts | Ryan Wilson 13 s 26          | 2 pts |
| Records et Performances - AR : Record continental (area record) - CR : Record des championnats (championship record) - MR : Record du meeting (meet record) - NR : Record national (national record) - OR : Record olympique (olympic record) - PR : Record paralympique (paralympic record) - PB : Record personnel (personal best) - SB : Meilleure performance personnelle de la saison (season's best) - WL : Meilleure performance mondiale de l'année (world leader) - WJR : Record du monde junior (world junior record) - WR : Record du monde (world record) Circonstances et Conditions - DNF : N'a pas terminé (did not finish) - DNS : N'a pas pris le départ (did not start) - DQ : Disqualification (disqualification) - NM : Aucun essai valable enregistré (No Mark) - Q : Qualifié « directement » au prochain tour (ou à la prochaine compétition), lors d'une compétition majeure, grâce au classement ou à la réalisation des minima (automatic qualifier) - q : Qualifié au prochain tour (ou à la prochaine compétition), lors d'une compétition majeure, grâce au repêchage ou à la réalisation de l'une des meilleures performances parmi celles des « non qualifiés directement » (grâce au meilleur temps ou à la meilleure distance par exemple) (secondary qualifier) |          |                               |       |                            |       |                              |       |

## Classement général
| Rang | Athlète                                   | Points |
| ---- | ----------------------------------------- | ------ |
| 1    | David Oliver                              | 28     |
| 2    | Dwight Thomas                             | 9      |
| 3    | Ryan Wilson                               | 8      |
| 5    | Dayron Robles                             | 4      |
| 6    | Ronnie Ash Shi Dongpeng                   | 2      |
| 8    | Ryan Brathwaite Garfield Darien Liu Xiang | 1      |